# وودیتسا (استان وارنا)
وودیتسا (به بلغاری: Voditsa) یک منطقهٔ مسکونی در بلغارستان است که در شهرستان اکساکاوو واقع شده‌است.